# Alessandro Buzo
Alessandro Buzo é um escritor, ativista social, colunista, repórter e cineasta brasileiro.

## Trajetória
Iniciou como escritor em 2000, com O Trem - Baseado em Fatos Reais, que originou a música "O Trem" do grupo RZO. Lançou mais quatro livros: Suburbano Convicto - O cotidiano do Itaim Paulista (2004), Guerreira (2007), Toda Brisa Tem Seu Dia de Ventania e por fim Favela Toma Conta.
Além disto, dirigiu o filme Profissão MC de 2006, é colunista do jornal Boletim do Kaos, organiza a coletânea literária Pelas Periferias do Brasil e faz parte do programa Manos e Minas, desde 2008, onde apresenta o quadro Buzão. Recebeu diversas premiações no Festival Hutúz.
Em 2009, foi um dos 37 autores selecionados para a antologia literária Enter, organizada por Heloísa Teixeira, escritora e membra da Academia Brasileira de Letras.
Desde outubro de 2011, colabora com o jornal SPTV 1ª Edição, da Rede Globo, onde apresenta, às sextas-feiras, o quadro "SP Cultura", sobre a cultura da periferia paulistana..